# Wielki Wschód Narodowy Polski
Wielki Wschód Narodowy Polski (od 1812, w latach 1784–1793 Wielki Wschód Królestwa Polskiego i Wielkiego Księstwa Litewskiego) – przedstawicielstwo polskich symbolicznych lóż wolnomularskich i kapituł, wybierających na rok jednego wielkiego mistrza, jego trzech namiestników i trzynastu wielkich urzędników.
Powołany w Rzeczypospolitej w 1784, działał na podstawie konstytucji wolnomularskiej Acte déclaratoire et statut du Grand Orient du Royaume de Pologne et du Grand Duché de Lithuanie.
Wielki Wschód Narodowy Polski rządził się siedmiostopniowym rytem różanego krzyża.
Działał do czasu wydania ukazu cesarza Aleksandra I z 25 września 1821, zamykającego loże wolnomularskie.

## Wielcy Mistrzowie Wielkiego Wschodu Narodowego Polski
- Ignacy Potocki (1781–1784) (od 1781 wielki mistrz Loży Narodowej Wielkiego Wschodu Polski)
- Andrzej Mokronowski (1784)
- Stanisław Szczęsny Potocki (1785–1789)
- Kazimierz Nestor Sapieha (1789–1794)
- Ludwik Gutakowski (1810–1811)
- Stanisław Kostka Potocki (1812–1821)
- Aleksander Rożniecki